# قاعة بلدية بنغازي
ُقاعة بلدية بنغازي أو بلدية بنغازي هي القاعة السابقة لمدينة بنغازي الليبية، تقع في وسط الحي الإيطالي بميدان البلدية، وهي مهجورة حاليا ومن المقرر أن تخضع لأعمال التجديد.

## تاريخ
أُنشئت قاعة بلدية بنغازي في عام 1924م بمنطقة وسط المدينة.

## السمات المعمارية
أُنشئ المبنى على يد العديد من المهندسين المعماريين والمصممين الإيطاليين، صُمم رُواق الواجهة والتصميمات الداخلية من قبل المهندس مارتشيلو بياتشنتيني، في حين صُممت الواجهات من قبل المهندس المعماري إيفو ليبوروني، وكانت اللوحات الفنية الداخلية من عمل الفنان غيدو كادارين، والثريات من تصميم أومبرتو بيلوتو، و كما أن الأثاث الموجود داخل المبنى من تصميم شركة دوكروت.